# Ricerca del Gesù storico
La ricerca del Gesù storico (in inglese: Quest for the historical Jesus) è il tentativo di usare metodi storici, invece che religiosi, per costruire una biografia attendibile di Gesù. La ricerca, così come definita originariamente da Albert Schweitzer, ebbe inizio nel XVIII secolo con Hermann Samuel Reimarus, proseguì nel XIX e XX secolo attraversando diverse fasi.
Questa ricerca porterà a scoprire un Gesù ebreo, giudeo del I secolo, non più l'immagine di un Gesù filtrato dall'analisi dottrinale.
Oggi questa ricerca è condotta da studiosi quali, ad esempio, quelli che compongono il Jesus Seminar o la  "Association pour l'Etude de la Littérature Apocryphe Chrétienne (AELAC)"

## La prima ricerca (oFirst Quest)

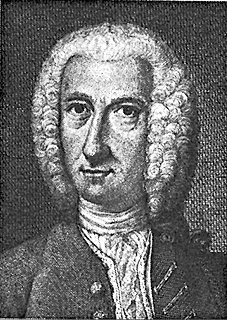
Hermann Samuel Reimarus (1694-1768), considerato l'iniziatore della prima fase della ricerca.

La prima fase dell'indagine iniziò nel XVIII secolo con Hermann Samuel Reimarus e terminò con William Wrede.
Reimarus compose una Apologia di coloro che adorano Dio secondo ragione, che rigettava i miracoli e accusava gli autori della Bibbia di mistificazione, ma non pubblicò mai i suoi risultati. Per lui, l'autocoscienza messianica (consapevolezza che si suppone Gesù avesse di essere il Figlio di Dio) fu una proiezione delle prime comunità nella vita storica di Gesù, di cui, quindi, non resta altro che la predicazione la quale, sganciata dall'autocoscienza messianica, altro non è che una concezione etico-religiosa.. Alcune parti dell'opera furono pubblicate postume da Gotthold Lessing col titolo Frammenti dell'Anonimo di Wolfenbüttel nel 1774-1778.
Reimarus faceva una distinzione tra il "Gesù storico" ed il "Gesù della fede", affermando che quello storico era un Messia nazionalistico, che predicava la ribellione ai Romani, arrestato e ucciso, il cui corpo fu trafugato dai suoi discepoli per poter proclamare che era risorto.
Gli studiosi appartenenti a questo filone applicarono le metodologie storiche della loro epoca per discernere la mitologia dalla storia di Gesù. Reimarus applicò il razionalismo dell'Illuminismo alle affermazioni su Gesù, mentre Schweitzer fece notare come ciascuno studioso avesse prodotto una caratterizzazione di Gesù che era un'autobiografia idealizzata dello studioso stesso.
Questa fase vide aumentare l'importanza del problema del Gesù storico. Successivamente Albert Schweitzer, Karl Barth e Rudolf Bultmann rigettarono totalmente questa ricerca, ponendo fine alla cosiddetta First Quest ("Prima ricerca").
Gli autori della prima fase della cosiddetta teologia razionalista sono:
- Johann Jacob Hess (1774)
- Franz Volkmar Reinhard (1781)
- Karl Friedrich Bahrdt (1786)
- Johann Gottfried Herder (1797)
- Karl Heinrich Georg Venturini (1806)

Questi autori reinterpretarono i Vangeli secondo una prospettiva strettamente razionalista, postulando la necessaria esistenza di una spiegazione razionale per i miracoli, e viceversa che ciò che risultava non essere spiegabile alla luce del metodo razionalista dovesse essere reputato anche non reale, e nemmeno possibile. Pertanto, la possibilità della trascendenza e della natura divina di Gesù Cristo fu negata. Le relative "vite di Gesù" trattarono i fatti dal punto di vista meramente storico.
Heinrich Eberardh Gottlob Paulus (1828) fu il principale esponente della fase neoclassica del movimento e restituì l'immagine di Gesù di Nazareth quale guaritore popolare, un argomento che sarà ripreso anni dopo da altri autori e secondo altre prospettive.

Infine, gli esponenti della fase tardiva del movimento teologico razionalista furono:
- David Friedrich Strauß (1835-1836)
- Friedrich Daniel Ernst Schleiermacher (1864)

Mediante l'approccio razionalista argomentarono la conclusione secondo la quale nei Vangeli esisterebbe un notevole numero di elementi non storici, che gli autori razionalisti spiegarono come il fenomeno di "una creazione mitologica", un tentativo "prescientifico" (primigenio) di spiegare con l'invenzione mitica qualcosa di altrimenti non conosciuto. Essi sottolinearono che questo fenomeno sarebbe stato accentuato con particolare rilievo nel Vangelo secondo Giovanni, che dopo le loro valutazioni fu escluso dal novero delle fonti primarie utili alla ricostruzione del Gesù storico.

### LeVite di Gesù
L'opera Das Leben Jesu di David Friedrich Strauß (1808-1878), diede alla critica del Nuovo Testamento la sua impronta attuale. Strauß spiegò i miracoli contenuti nei vangeli come eventi naturali mal compresi e mal raccontati. Ernest Renan (1823-1892) fu il primo di molti a rappresentare Gesù come un semplice essere umano. Albrecht Ritschl (1822-1889) ebbe dei dubbi su questo progetto, ma divenne una figura centrale del Protestantesimo liberale in Germania e del movimento del Vangelo sociale negli Stati Uniti.
Martin Kähler (1835-1912) sostenne che il vero Cristo fosse quello venerato nella Bibbia e non un'ipotesi storica. Martin Dibelius (1883-1947) spinse per l'applicazione della critica delle forme al Nuovo Testamento. William Wrede (1859-1906) mise in dubbio l'affidabilità storica del Vangelo secondo Marco e propose per primo il tema del segreto messianico, mentre Albert Schweitzer mostrò come le "Vite di Gesù" riflettessero le idee degli storici che le avevano compilate.

#### William Wrede
Nell'anno 1901, poco prima della pubblicazione del lavoro di Schweitzer, fu pubblicato un lavoro fondamentale per la successiva ricerca, Il segreto messianico nei Vangeli. Un apporto per capire il Vangelo di Marco di William Wrede.
Wrede, dimostrando che anche il Vangelo secondo Marco era "secondario", derivato cioè da altre fonti, interpretava il cosiddetto "segreto messianico" non come una verità storica, ma come una costruzione redazionale della primitiva comunità. In sintesi Gesù, secondo Wrede, non ebbe mai coscienza di essere un Messia, posizione che gli fu attribuita, dopo la sua morte, dalle prime comunità cristiane.

#### Albert Schweitzer
(...)

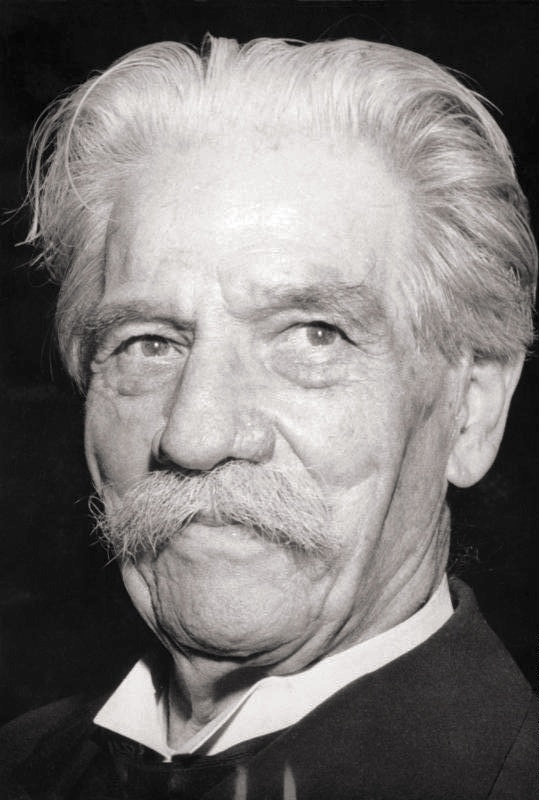
Albert Schweitzer (1875 – 1965), medico, teologo, musicista e missionario luterano tedesco, Premio Nobel per la pace del 1952.

Gesù significa qualcosa per il nostro mondo, perché emana una potente forza spirituale che scorre anche attraverso il nostro tempo. Questo fatto non può essere né scosso né confermato da alcuna scoperta storica. È il solido fondamento del cristianesimo.
(Those who are fond of talking about negative theology can find their account here. There is nothing more negative than the result of the critical study of the Life of Jesus.The Jesus of Nazareth who came forward publicly as the Messiah, who preached the ethic of the Kingdom of God, who founded the Kingdom of Heaven upon earth, and died to give His work its final consecration, never had any existence. He is a figure designed by rationalism, endowed with life by liberalism, and clothed by modern theology in an historical garb.
(...)
Jesus means something to our world because a mighty spiritual force streams forth from Him and flows through our time also. This fact can neither be shaken nor confirmed by any historical discovery. It is the solid foundation of Christianity.
Albert Schweitzer, The Quest of the Historical Jesus, p. 705 e 707)»
Le opere di Schweitzer e Bultmann hanno il loro punto di partenza nel fallimento ottocentesco di scrivere una vita di Gesù.
Sia Schweitzer che Bultmann riconobbero il disinteresse dei Vangeli per la vicenda storica e umana di Cristo e la loro focalizzazione sul ministero pubblico (Schweitzer) o sull'esposizione di una predicazione (Bultmann): da un presupposto comune, arrivarono a conclusioni molto diverse.
Per entrambi Gesù aveva chiaro il suo fine escatologico, ma mentre per Schweitzer è fondamentale anche la sua autocoscienza messianica, per Bultmann questa deriverebbe principalmente da un giudizio di valore dei suoi discepoli.
Albert Schweitzer riteneva che proprio il disinteresse mostrato dai vangeli sinottici nel curare la rappresentazione della vita terrestre di Gesù garantisse credibilità storica ai racconti da essi tramandati, e mostrò come invece le moderne biografie di Gesù riflettessero il pregiudizio degli storici..
I punti nodali del pensiero di Albert Schweitzer sono il senso della passione, la messianicità e l'impossibilità a ricostruire una vita di Gesù al di fuori del suo ministero pubblico.
- Riguardo al "senso della passione", Schweitzer afferma che i vangeli sinottici sono l'espressione di una comunità che non aveva ancora una concezione chiara della vita di Gesù e, proprio per questo, non ne avrebbe deformato i tratti fondamentali e, soprattutto, non avrebbe inventato episodi[24]. Ciò che lega insieme il racconto, apparentemente scucito, è proprio la centralità della passione, che irrompe come elemento improvviso che fornisce una ragione, compresa dagli stessi discepoli solo a posteriori, all'esperienza di Gesù e con Gesù[25].
- Riguardo alla messianicità, l'opinione di Schweitzer è che Gesù si sentiva chiamato a svolgere un ruolo messianico[25]. L'autore pone comunque un'alternativa secca, caratterizzando parte della ricerca storica moderna: il segreto messianico andrebbe infatti letto o come un fatto storico, o come un espediente letterario. Scegliendo la prima ipotesi, Schweitzer ritiene quindi che Gesù abbia taciuto la sua natura messianica in attesa del suo avvento, e quindi la fede delle prime comunità è una reinterpretazione della sua messianicità passata attraverso la passione. Nella seconda ipotesi, il ruolo messianico deriverebbe invece da una rielaborazione della figura gesuana da parte delle prime comunità[26]. Il regno di Dio viene potentemente in seguito al sacrificio di Gesù. Questo è il senso profondo della passione.[27] Gesù individuò dogmaticamente la fede nell'avvento prossimo del regno e sul ruolo messianico che si sentiva chiamato a svolgere. L'unione di questi due convincimenti lo portò alla decisione di provocare la sua morte, assumendo su di sé la sofferenza tradizionalmente legata all'idea dell'avvento del Regno.[28] Da qui, secondo Schweitzer, l'andamento caotico e non lineare dei racconti, in quanto gli evangelisti non sarebbero riusciti a connetterli causalmente tra loro, così come i discepoli se ne fecero una ragione solo successivamente.
- Per quanto concerne l'ultimo punto nodale, secondo Schweitzer mancano gli elementi per ricostruire una vita del Gesù storico: di lui è possibile conoscere solo un'immagine del suo ministero pubblico.[29] La fede cristiana è comunque, per l'autore, intimamente legata all'autocoscienza messianica di Gesù. Nell'impossibilità di ricostruire storicamente e in modo compiuto la vita di Gesù, la soluzione scelta da Schweitzer è infine puramente etica e lo condurrà a recarsi come missionario in Africa, dove si dedicherà al lebbrosario di Lambaréné.

#### Rudolf Bultmann
Per Rudolf Bultmann vi è una sostanziale discontinuità tra la predicazione di Gesù e l'annuncio del Cristo da parte dei suoi seguaci.
Secondo Bultmann il Gesù della storia è molto meno importante del Gesù della fede. Il Gesù terreno non ha per lui alcuna importanza per la fede nel Cristo. Egli si chiede su che base gli autori del Nuovo Testamento abbiano interpretato la sua figura, facendone la base dell'annuncio di salvezza. Quindi il Gesù storico e il Gesù della fede sono due distinti fenomeni storici, in continuità in quanto uno è il presupposto dell'altro. Tocca quindi all'esegesi distinguere tra il Gesù storico e la fede nel Cristo.
In quest'ottica non sorprende che Bultmann sia considerato il principale esponente della critica delle forme. Gesù, secondo Bultmann, è cosciente della sua escatologia ma probabilmente non del suo essere messia. Questo secondo aspetto è comunque per l'autore marginale: ciò che conta non è tanto la personalità di Gesù ma, poiché ha operato per mezzo della parola, è invece rilevante ciò che egli ha voluto, e questo "può essere riprodotto solo come un tessuto coerente di proposizione e di idee."
In definitiva Gesù sarebbe per l'ebraismo il suo superamento e per il cristianesimo il presupposto. Gesù ha quindi un duplice isolamento storico rispetto sia alla sua matrice sia rispetto alla religione che porta il suo nome. Quindi il Gesù terreno è in uno stato di sospensione che non ha alcuna importanza per la fede nel Cristo risuscitato. Per i giudei quindi Gesù è stato un corpo estraneo, mentre per il Cristianesimo ha rappresentato semplicemente l'occasione storica che ha permesso l'elaborazione della fede cristologica.
Per Bultmann quindi Cristo era fondamentale per la sua esistenza, non per quello che aveva detto o fatto e che comunque non può essere considerato in continuità con il contenuto di una fede che ha come oggetto essenzialmente la sua persona. Ovviamente per Bultmann quello che conta non è se Cristo si sia ritenuto il Messia: "il riconoscimento in Gesù di colui in cui è presente e operante la parola di Dio è un puro atto di fede, indipendentemente dal problema storico [...] solo un punto conterrebbe una cristologia implicita, e dunque un punto in continuità con il kerigma, ovvero il suo appello a decidersi per la sua persona in quanto portatrice della parola di Dio". Alla fine Bultmann e Schweitzer si contrappongono dinanzi alla impossibilità di raggiungere il Gesù storico: per Schweitzer la soluzione sarà etica; per Bultmann la soluzione sarà la decisione e lascerà l'etica in secondo piano.
Karl Barth e Rudolf Bultmann ripudiarono la ricerca del Gesù storico e ciò diminuì l'interesse per l'argomento nel periodo dal 1920 al 1970.

## La seconda ricerca (oNew QuestoSecond Quest)
La New Quest ("Nuova ricerca") o Second Quest ("Seconda ricerca") fu un breve movimento degli anni cinquanta che cercò di ravvivare la ricerca del Gesù storico. Gli studiosi che lo formarono cercarono di dimostrare una sostanziale continuità tra il messaggio di Gesù e la primitiva comunità cristiana. L'annuncio aveva, secondo loro, fondamento non solo storico ma anche teologico nell'attività pubblica di Gesù. 
Tale posizione fu iniziata da Ernst Käsemann nel 1954, con il suo saggio Il problema del Gesù storico, in cui affermò la possibilità di una ricostruzione storica di Gesù; contro la tesi dell'impossibilità sostenuta da Bultmann, Käsemann cercò di vedere in Gesù qualcosa di più di un presupposto della fede cristiana e si chiese se la predicazione di Gesù terreno fosse continuata dai seguaci sulla terra.
Ovviamente tutto ciò suscitò contrasti con il suo maestro Bultmann che replicò con il saggio Das Verhältnis der urchristlichen Christusbotschaft zum historischen Jesus del 1960.
Käsemann riconobbe validità all'indagine critica sul Gesù terreno, senza ricadere nei "percorsi" delle ottocentesche "Vite di Gesù" (in quanto per lui comunque mancavano irrimediabilmente i presupposti)
Egli affermò che la storia e l'esistenza di Gesù erano in qualche modo accessibili alla ricerca storica.
Soprattutto Käsemann voleva evitare di risolvere Cristo in un simbolo mitologico.
In fondo Bultmann nel tentativo di contrastare le scuole delle "Vite di Gesù", aveva finito per dare il primato all'interpretazione teologica e nel rigettare, sempre per problemi teologici, il Gesù storico.
Käsemann riuscì a individuare del materiale evangelico che a suo parere era fondamentalmente attendibile e veritiero. 
Tutto questo era a suo avviso possibile applicando una serie di criteri; semplificando, un logion di Gesù è da ritenersi originale quando: non lo si può ricondurre né all'ambiente ebraico né alla vita o all'insegnamento dei primi cristiani; se segue il criterio del riferimento multiplo (ovvero se esistono più attestazioni indipendenti fra di loro di un determinato logion); se questo logion è coerente con altre parole di Gesù che si sono dimostrate originali.
Questi criteri si sono imposti nella ricerca su Gesù e hanno rappresentato, per trent'anni, il metodo di lavoro dominante.
In questo modo Käsemann ha recuperato il ruolo di Gesù, non solo indirettamente come presupposto della fede dei primi cristiani, bensì affermando che la storia e l'esistenza di Gesù erano in qualche modo accessibili alla ricerca storica.
Importanti studiosi della Second Quest furono:
- Günther Bornkamm
- Ernst Käsemann
- Jacques Dupont
- James M. Robinson
- John A. T. Robinson
- Edward Schillebeeckx
- Gerhard Ebeling
- René Latourelle
- Maurice Goguel
- Charles Harold Dodd
- Charles Perrot
- Étienne Trocmé
- Francesco Lambiasi
- Jacques Schlosser,

cui seguirono anche autori cattolici come Edward Schillebeeckx, Xavier Léon-Dufour e Carlo Maria Martini.

## La terza ricerca (oThird Quest)
La terza ricerca del Gesù storico ha inizio con la pubblicazione del libro Paul and Palestinian Judaism da parte dello studioso protestante Ed Parish Sanders nel 1977, sebbene il termine "terza ricerca" sia stato coniato dal teologo anglicano Nicholas Thomas Wright nel 1982. La Terza ricerca del Gesù storico è molto viva, specie grazie a una migliore conoscenza dell'ebraismo del primo secolo ed a una più vasta accettazione dei metodi storici, a indizi sociologici e all'analisi letteraria. La combinazione della concezione storiografica di Bultmann e Käsemann, (la critica al metodo storico soggettivo, il riconoscimento del carattere essenzialmente kerigmatico, ovvero di annuncio dei racconti evangelici), con la verifica critica delle fonti, aveva determinato tra gli anni venti e gli anni settanta del Novecento, una vastissima produzione storico-esegetica, che dava la preminenza alla comprensione teologica del dato storico, sia che si riducesse il significato dell'esistenza di Gesù a semplice occasione storica per l'elaborazione dell'annuncio cristiano (Bultmann), sia che le si riconoscesse significato costitutivo per la fede cristiana (Käsemann). La terza ricerca vide inoltre per la prima volta coinvolti gli studiosi cattolici, autorizzati ad utilizzare il metodo storico-critico dall'enciclica Divinu Afflante Spiritu di Papa Pio XII.
La  "Third Quest", apparve inizialmente tra gli studiosi di lingua inglese, e l'investigazione sociologica si pose al primo posto, rispetto alla precedente ricerca che aveva un fine teologico e cercava di separare Gesù dal Giudaismo e dalle eresie dei primi cristiani.
In altri termini gli studiosi della "Third Quest" basarono molto del loro lavoro sulle fonti eterodosse.
Le caratteristiche tipiche della "Third Quest", sono quindi:
- un interesse nella storia sociale;[44]
- la constatazione che ormai esistevano le condizioni per uno studio storico di Gesù;[45]
- l'attenzione al contesto giudaico in cui visse Gesù;[44]
- l'attenzione alle fonti non canoniche;[44]
- la capacità di affrontare tutto ciò senza considerazione della problematica teologica.[45]

La "Third Quest" inizia con E. P. Sanders, i cui apporti sembrano più consistenti, rispetto agli altri esponenti della scuola. Alla base della sua ricerca c'è una serie di fatti che l'autore considera incontrovertibili, e sui quali si potrebbe costruire un profilo storico di Gesù. Essi sono:
- Gesù fu battezzato da Giovanni;
- era un galileo che predicò e fece guarigioni;
- chiamò a sé dodici discepoli;
- limitò la sua attività a Israele;
- ebbe una controversia sul Tempio;
- fu crocifisso dai romani, fuori da Gerusalemme;
- i suoi discepoli continuarono la sua opera, in gruppo, dopo la sua morte;
- il movimento dei discepoli si pose in contrasto con una parte del giudaismo contemporaneo.

La ricostruzione di Sanders finisce con il riallacciarsi al paradigma di Reimarus e Schweitzer, per cui Gesù era un predicatore escatologico, auto-riconosciutosi come Messia e, per questo, ben leggibile all'interno del Giudaismo. La "Third Quest" è divisa tra chi invocava un ritorno a un Gesù non escatologico e tra coloro che lo vedevano come guida di un movimento di ristabilimento escatologico.
Alcuni studiosi contemporanei, tra cui Dale Allison e Bart Ehrman, hanno ripreso la visione formulata da Schweitzer, secondo il quale Gesù era un profeta apocalittico; altri, come i membri del Jesus Seminar, hanno negato l'autenticità del messaggio escatologico di Gesù, descrivendolo come un saggio itinerante.
Tra gli studiosi della terza ricerca troviamo:
- Marcus Borg
- Raymond Edward Brown
- David Bivin
- Roy Blizzard
- Bruce Chilton
- Haim Cohn
- James H. Charlesworth
- John Dominic Crossan
- William D. Davies
- Francis Gerald Downing
- James D. G. Dunn
- Robert Eisenman
- Harvey Falk
- David Flusser
- Paula Fredriksen
- Robert Funk
- Joachim Jeremias
- Ray Vander Laan
- Robert Lisle Lindsey
- Burton Mack
- John Paul Meier
- Ben F. Meyer
- Ron Moseley
- Jacob Neusner
- Petr Pokorný
- Ray A. Pritz
- Dwight A. Pryor
- E. P. Sanders
- Shmuel Safrai
- Morton Smith
- David H. Stern
- Gerd Theissen
- Géza Vermes
- Marvin R. Wilson
- Ben Witherington
- Nicholas Thomas Wright
- Brad H. Young
- I membri della Jerusalem School of Synoptic Research,[49] un gruppo di studiosi israeliani, sia cristiani sia ebrei.

## I criteri della ricerca esegetica
La ricerca esegetica condivide alcuni criteri per risalire al nocciolo più antico nell'indagine storica su Gesù.
- Il primo è il “criterio della attestazione molteplice”: ciò che è attestato da fonti diverse e molteplici del Nuovo Testamento può essere considerato come storicamente autentico. La questione della misericordia di Gesù, per esempio, appare in tutte le fonti dei vangeli e nelle forme letterarie più diverse: parabole (15, 11-32[53]), controversie (21, 28-32[54]), racconti di miracoli (2, 1-2[55]), racconto di vocazioni ( 2,13-17[56]). Questo criterio è di uso corrente nella storia universale[52][57].
- Il secondo è il “criterio di discontinuità”. Si può considerare autentico un dato evangelico non riconducibile alle concezioni del giudaismo o a quelle della Chiesa del I secolo. I vangeli costituiscono qualcosa di unico e di originale in rapporto ad ogni altra letteratura[52]. Rudolf Bultmann e Nicholas Perrin considerano autentico soltanto il materiale riconosciuto con il criterio della discontinuità.
- Il “criterio di conformità”. Sulle posizioni di Béda Rigaux, Nicholas Perrin e Ignace de la Potterie, si può considerare storicamente autentico un dato evangelico conforme non solo con l'ambiente linguistico, geografico, sociale, politico, religioso di Gesù, ma anche coerente con l'insegnamento essenziale di Gesù[52][58]
- Il “criterio di imbarazzo”. Difficilmente la Chiesa primitiva avrebbe potuto inventare o falsificare qualcosa in grado di procurarle imbarazzo o di indebolire la sua posizione in discussioni con gli avversari.[50][59]
- Infine abbiamo il “criterio della plausibilità esplicativa”, definito da René Latourelle anche “criterio di spiegazione necessaria”[60]: questo criterio è usato in storia, in materia di diritto e in buona parte delle scienze umane, tuttavia più che di un criterio vero e proprio si tratta di un “approccio globale ai vangeli”[61]. La critica ritiene autentica una spiegazione che risolve un grande numero di problemi senza farne nascere di più grandi, o senza originarne nessun altro. Questo criterio, ritenuto il più importante da Latourelle, viene rifiutato da J.P. Meier[Nota 1].

### Fonti
1. 1 2  Gaeta, p. 19.
2. ↑   Intervista a StoricaMente rivista on-line (archiviato dall'url originale il 19 gennaio 2012).
3. 1 2 3 4 5 6 7 8  "Historical Jesus, Quest of the." Cross, F. L., ed. The Oxford Dictionary of the Christian Church. New York: Oxford University Press. 2005
4. ↑  "Reimarus, Hermann Samuel." Cross, F. L., ed. The Oxford Dictionary of the Christian Church. New York: Oxford University Press. 2005
5. ↑  I frammenti dell'Anonimo di Wolfenbüttel pubblicati da G. E. Lessing, tr. it. a cura di Fausto Parente, Napoli, Bibliopolis 1977.
6. ↑  Si veda anche l'articolo nella wikipedia in spagnolo relativo al Antigua búsqueda del Jesús histórico
7. ↑  Das Leben Jesu kritisch bearbeitet, Tübingen, 1835-1836, due volumi (tr. it. La vita di Gesù, o, Esame critico della sua storia, Milano, La Vita Felice, 2014, due volumi).
8. ↑  "Miracle." Cross, F. L., ed. The Oxford Dictionary of the Christian Church. New York: Oxford University Press. 2005
9. ↑  Vie de Jésus, Parigi 1863.
10. ↑  Die Entstehung der altkatholischen Kirche. Eine kirchen- und dogmengeschichtliche Monographie, Bonn 1850.
11. ↑  Der sogenannte historische Jesus und der geschichtliche, biblische Christus, 1892 (tr. it. Il cosiddetto Gesù storico e l'autentico Cristo biblico, Napoli, D'Auria 1992.
12. ↑  Die Formgeschichte des Evangeliums, 1919 e Jesus, 1939.
13. ↑   Gifford Lecture Series - Biography - Rudolf Bultmann.
14. ↑  Das Messiasgeheimnis in den Evangelien: Zugleich ein Beitrag zum Verständnis des Markusevangeliums, Göttingen, Vandenhoeck & Ruprecht, 1901 (traduzione inglese: The Messianic Secret, Cambridge, James Clarke & Co., 1971).
15. ↑   Ben Witherington III, The Jesus Quest: The Third Search for the Jew of Nazareth, Downers Grove, IL, InterVarsity Press, 1995,  pp. 9-10, ISBN 0-8308-1861-8.
16. ↑  Gregory A. Boyd, Cynic Sage or Son of God: Recovering the Real Jesus in an Age of Revisionist Replies, Victor Books/SP Publications, Wheaton, IL, 1995, pag. 36
17. ↑  Von Reimarus zu Wrede, 1906 seconda edizione riveduta: Geschichte der Leben-Jesu-Forschung, 1913; tr.it. Storia della ricerca sulla vita di Gesù, Brescia, Paideia, 2003.
18. ↑  W. Wrede, Das Messiasgeheimnis in den Evangelien. Zugleich ein Beitrag zum Verständnis des Markusevangeliums, Göttingen, Vandenhoeck & Ruprecht, 1901. (tr. it. Il segreto messianico nei Vangeli, Napoli, D'Auria, 1996.)
19. ↑  Gaeta, pp. 35-36.
20. ↑   Il Vangelo Di Marco.
21. 1 2  Gaeta, p. 37.
22. ↑  Gaeta, p. 42.
23. ↑  Gaeta, pp. 27-28.
24. ↑  Gaeta, p. 27.
25. 1 2  Gaeta, pp. 27-29.
26. ↑  Gaeta, pp. 32-33.
27. ↑  Albert Schweitzer, La vita di Gesù, p. 48.
28. ↑  Gaeta, pp. 29-30.
29. ↑   Review of "The Quest of the Historical Jesus".
30. ↑  Jesus, Berlino 1926, tr. it. Gesù, Brescia, Queriniana, 2003.
31. ↑  Gaeta, pp. 42-43.
32. ↑  Gaeta, p. 48.
33. ↑  Bultmann, Teologia del Nuovo Testamento (1948), tr. it. Brescia, Queriniana 1992..
34. ↑  Gaeta, pp. 49-50.
35. ↑  Robert W. Funk, Roy W. Hoover, e il Jesus Seminar. The Five Gospels. Harper SanFrancisco. 1993. "Introduction", pp. 1-30.
36. ↑  Jacques Dupont, Jesus aux origines de la christologie, Leuven University Press, Leuven 1975, p. 13
37. ↑  Gaeta, pag. 45
38. ↑  "Das Problem des historischen Jesus", in Zeitschrift für Theologie und Kirche, 
Vol. 51, No. 2 (1954), pp. 125-153 (tr. it. "Il problema del Gesù storico", in: E. Käsemann, Saggi esegetici, Casale Monferrato, Marietti 1985, pp. 30-57.
39. ↑  ristampato nella sua raccolta di saggi Exegetica, Tübingen, J.C.B. Mohr 1967, pp. 445-469 (tr. it. in Exegetica I, Roma, Borla 1971).
40. ↑  Gaeta, pag 46
41. ↑  Gaeta, pag 49
42. ↑  Gaeta, pag 51
43. ↑  Gaeta, pag 53
44. 1 2 3 4 5  Gerd Theissen, e Annette Merz, Il Gesù storico. Un manuale, Brescia, Queriniana 1999.
45. 1 2  Gaeta, pag 67-68
46. ↑  Jesus and Judaism, SCM Press, 1985; The Historical Figure of Jesus, Penguin Books 1993 (tr. it. Gesù, la verità storica, Milano, Mondadori 1995.
47. ↑  Dale Allison, Jesus of Nazareth, Millenarian Prophet, 1998.
48. ↑  Bart Ehrman, Jesus, Apocalyptic Prophet of the New Millennium, 1999.
49. ↑   The Jerusalem School of Synoptic Research.
50. 1 2   John P. Meier, Un ebreo marginale. Ripensare il Gesù storico, 2009, Queriniana.
51. ↑   Gerd Theissen, Annette Merz Il Gesù storico. Un manuale, Queriniana, 1999.
52. 1 2 3 4  Articolo di René Latourelle, tratto dal Dizionario di teologia fondamentale, Assisi, 1990, pp.1405-1431
53. ↑   Lc 15, 11-32, su La Parola - La Sacra Bibbia in italiano in Internet.
54. ↑   Mt 21, 28-32, su La Parola - La Sacra Bibbia in italiano in Internet.
55. ↑   Mc 2, 1-2, su La Parola - La Sacra Bibbia in italiano in Internet.
56. ↑   Mc  2,13-17, su La Parola - La Sacra Bibbia in italiano in Internet.
57. ↑  (IT)  Michele Mazzeo, I Vangeli sinottici: introduzione e percorsi tematici,, 2001, Paoline, p.57.
58. ↑  (IT)  Michele Mazzeo, I Vangeli sinottici: introduzione e percorsi tematici,, 2001, Paoline, pp-57-58.
59. ↑  Maureen W. Yeung, Faith in Jesus and Paul: A Comparison, Mohr Siebeck Pub., 2002
60. ↑  (IT)  Rene Latourelle, Miracoli di Gesù e teologia del miracolo, 1987, Cittadella.
61. ↑  (IT)  Michele Mazzeo, I Vangeli sinottici: introduzione e percorsi tematici, 2001, Paoline.